# Molenbrug (Kampen)
De Molenbrug is een brug in Nederland van het type tuibrug die de N764 over de IJssel bij Kampen voert en de belangrijkste vervoersverbinding tussen Kampen en Zwolle vormt.
De brug ligt vlak naast de molen D' Olde Zwarver, wat de naam van de brug verklaart, maar in de volksmond wordt deze brug meestal "De nieuwe brug" genoemd.
De Molenbrug werd op 4 oktober 1983 geopend door de minister van Verkeer en Waterstaat, Neelie Smit-Kroes, in het bijzijn van Jan Niers, de commissaris van de Koningin van de provincie Overijssel.
De brug werd ontworpen door het Zwitserse Stahlton AG. De spanwijdte van de brug bedraagt 193,50 m, de pylonhoogte 57 m en de dekbreedte 19,40 m.